# Лукашевич, Тимофей Игоревич
Тимофей Игоревич Лукашевич (бел. Цімафей Ігаравіч Лукашэвіч; род. 21 марта 1997, Минск) — белорусский футболист, полузащитник минского «Трактора».

## Клубная карьера
В 2015 году он начал выступать за дубль минского «Динамо». В январе 2017 года продлил контракт со столичным клубом, а в марте был отдан в аренду в «Луч» из Первой лиги. Первоначальная шестимесячная аренда была продлена до полного сезона. По итогам сезона помог «Лучу» выйти в Высшую лигу.
В январе 2018 года, покинув «Динамо», подписал полноценный контракт с «Лучом». Сезон 2018 он начал в основном составе, а с сентября потерял место из-за травмы.
В начале 2019 года, в связи с переездом «Луча» в Могилёв и объединением с местным «Днепром», стал игроком объединенной команды, получившей название «Дняпро». В августе 2019 года на правах аренды перешёл в «Гранит» из Микашевичей, где часто выходил на замену. Покинул могилёвский клуб по окончании сезона 2019.
В феврале 2021 года перешел в «Макслайн» из Рогачёва. По итогам сезона 2021 он помог команде выйти в Первую лигу. В феврале 2022 года продлил соглашение с клубом. В начале 2023 года футболист продолжил карьеру в рогачёвском «Макслайне», который по итогу остался в Первой Лиге. В феврале 2023 года футболист официально продлил контракт с клубом.
В июле 2023 года футболист перешёл в минский «Трактор».

## Карьера за сборную
26 марта 2017 года дебютировал в составе молодёжной сборной Беларуси, выйдя на замену во втором тайме в товарищеской игре против Латвии (3:4), в которой отметился забитым дублем.

## Статистика
| Сезон    | Дивизион | Клуб     | Страна        | Матчи | Голы |
| -------- | -------- | -------- | ------------- | ----- | ---- |
| 2015 (2) | дубль    | Динамо   | Флаг Беларуси | 4     | 0    |
| 2016     | дубль    | Динамо   | Флаг Беларуси | 27    | 3    |
| 2017     | Д2       | Луч      | Флаг Беларуси | 29    | 3    |
| 2018     | Д1       | Луч      | Флаг Беларуси | 15    | 0    |
| 2019 (1) | Д1       | Дняпро   | Флаг Беларуси | 8     | 0    |
| 2019 (2) | Д2       | Гранит   | Флаг Беларуси | 10    | 0    |
| 2021     | Д3       | Макслайн | Флаг Беларуси | 9     | 3    |
| 2022     | Д2       | Макслайн | Флаг Беларуси | 21    | 1    |
| 2023     | Д2       | Макслайн | Флаг Беларуси | 0     | 0    |

## Достижения
- Чемпион Первой лиги Беларуси: 2017